# 宇野不動産
宇野不動産 株式会社（うのふどうさん、英文社名：Uno Real Estate Co.,Ltd.）は、岡山県岡山市北区表町にある不動産会社。
岡山市随一の繁華街表町周辺に複数の駐車場を運営している。

## 主な駐車場
- 宇野内山下駐車場
- 宇野表町駐車場
- 宇野駐車場&コインパーキング

## 関連会社
- 宇野自動車